# Waldhotel Rheinbach
Koordinaten: 50° 36′ 29″ N, 6° 56′ 40,3″ O
Das Waldhotel Rheinbach ist ein zwischen der Stadt Rheinbach und seinem Höhenvorort Merzbach im Rheinbacher Stadtwald gelegenes, zum Teil gründerzeitlich geprägtes Anwesen. Das Gebäude gehört zu den wesentlichsten Liegenschaften der Jahrhundertwende, die im Rahmen des Stadtgeschehens eine Rolle spielten.

## Geschichte
Mit der Errichtung einer Eisenbahnlinie von der Kreisstadt Euskirchen nach Bonn begann um 1880 zugleich die Entstehung des heutigen Waldhotel-Areals. Der Anschluss der örtlichen Region an das Schienennetz machte es für Touristen möglich, das Ziel Rheinbach und den Rheinbacher Stadtwald zu erreichen.
Zugleich wurde das Areal für die Bevölkerung der Gemeinde Rheinbach und das Umland hierdurch als Ausflugsziel interessant.

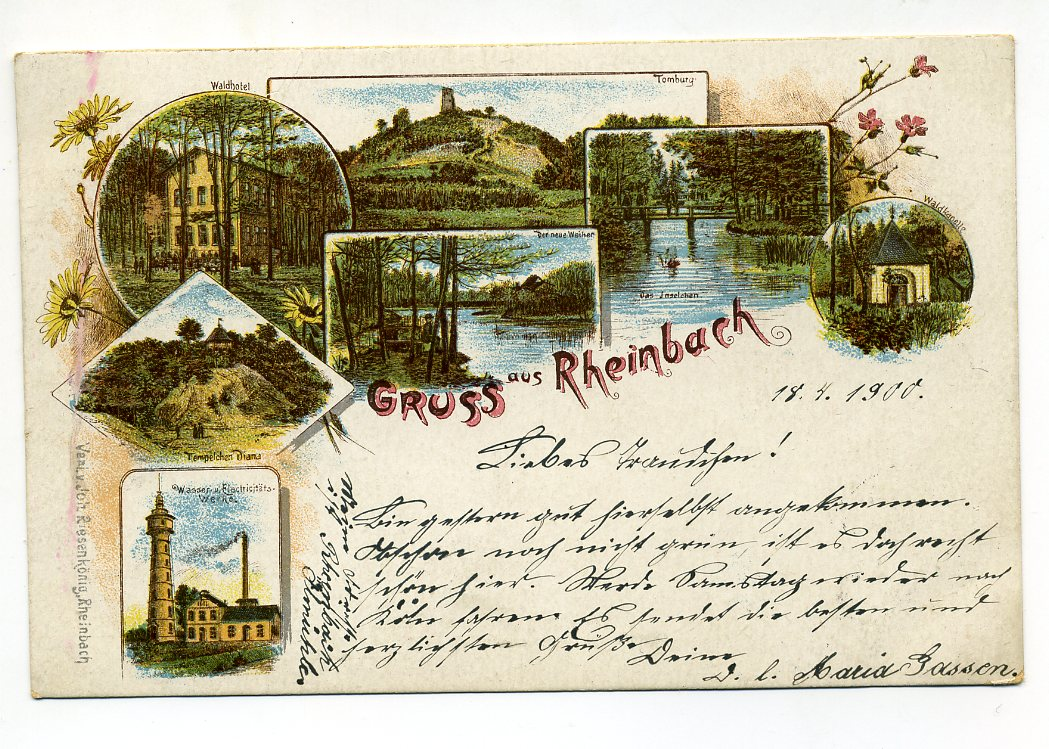
Das Waldhotel auf einer Ansichtskarte von 1900

Das Bestreben des Stadtrates, das sich hier möglicherweise bietende wirtschaftliche Potential für sich zu nutzen, realisierte sich mit dem Beschluss, das Areal des heutigen Waldhotels für die Stadt zu entwickeln. Die Versuche der Etablierung eines wirtschaftlich haltbaren Geschäftsbetriebes blieben jedoch erfolglos, da es bereits um 1900 an einem ganzheitlichen Konzept gemangelt hatte. Eine solitäre Nutzung als „Hotel“ und/oder „Restauration“ war nicht wirtschaftlich tragbar. Zudem mangelte es an einem architektonischen Gesamtkonzept. Im Anschluss an verschiedene erfolglose Pächterwechsel wurde das Grundstück schließlich um die Jahrhundertwende von der Stadt verkauft.
In den 1920er-Jahren wurde die Liegenschaft von einem Unternehmer für den Versuch der Etablierung einer Zigarrenfabrik erworben, der sein Stammhaus in Bonn hatte. Um 1960 veränderte sich die Nutzungsstruktur gänzlich. Der Deutsche Caritasverband erwarb die Liegenschaft und zerstörte die klassizistisch geprägte Gesamtstruktur, indem er einen architektonisch unpassenden mehrgeschossigen Zweckbau im „Kasernenstil“ an das alte Gebäude anbaute und den historischen, daneben verbleibenden Gebäudebestand zu einem sanierungsbedürftigen Relikt gründerzeitlicher Baukunst werden ließ. Der Neubau sollte u. a. zu Wohnzwecken für Schüler der örtlichen Glasfachschule dienen, verwahrloste jedoch nach nur wenigen Jahren des Gebrauchs.
Rund 30 Jahre später kaufte die Stadt das Grundstück zurück, weil die Gefahr bestand, dass dort ein Freudenhaus betrieben werden sollte, was die Stadt durch den Erwerb hatte verhindern können. Danach scheiterten alle Versuche der Stadt, eine sinnvolle oder tragbare Nutzung für das historische Objekt zu finden.
Eines der Konzepte war die Unterbringung des Sportvereins Bonner SC auf dem Areal. Das Ansinnen war, die kubanische Fußballnationalmannschaft als Vereinsteam nach Deutschland zu holen und in Rheinbach unterzubringen.
Infolge der erfolglos gebliebenen Versuche der Stadt verkam die Liegenschaft. 2005 verkaufte die Stadt die Liegenschaft an einen privaten Investor, der das Objekt modernisierte, so dass es im August 2010 wieder als Tagungshotel mit Gastronomie eröffnet wurde.
Hinsichtlich des Urheberrechtes an den umgesetzten architektonischen Entwürfen gibt es Ansprüche zweier Architekten, die Presseberichten zufolge möglicherweise vor Gericht geklärt werden sollen.
Unabhängig hiervon läuft aktuell ein Bebauungsplanverfahren mit der Zielsetzung, südöstlich des vorhandenen Baukörpers ein Gebäude mit 40 weiteren Zimmern zu errichten.

## Architektur
Die Grundzüge der Architektur des Gebäudekomplexes, dessen Grundstein vor 1900 gelegt wurde, zeigten ursprünglich sowohl gründerzeitliche, als auch klassizistische Strukturen.
Neben einem für die damalige Zeit regional typischen Fachwerkbau wurde ein zentraler Baukörper errichtet, der mit seinen hohen Stuckdecken, großzügigen Sprossenfenstern und einem aufwändig gestalteten Eingangspodest eine gewisse Mondänität vermitteln sollte. Diese Bauelemente sind jedoch später gänzlich verloren gegangen.
Im Wandel der Zeit und infolge der individuellen, teils nutzungsbezogenen Einflüsse der jeweiligen Eigentümer des Areals wurden die architektonischen Merkmale der früheren Gebäudebestandes verfälscht und umstrukturiert.
Beispielsweise wurde der seitliche Fachwerkbau abgerissen und in den 1960er-Jahren durch einen stilistisch nicht adaptablen Erweiterungsbau ersetzt. Dieser reine Zweckbau diente zunächst dem Caritasverband als Wohnheim und später Schülern der örtlichen Glasfachschule als Unterkunft. Die übrigen Gebäude, die außerhalb dieses mehrgeschossigen Zweckbaus lagen, wurden hingegen nicht mehr genutzt und verfielen. Eine erhaltenswerte architektonische Gesamtheit war schließlich nicht mehr ablesbar, was mit zu den Gründen gehörte, dass sich für die Liegenschaft über viele Jahre hinweg kein geeigneter Nutzer finden ließ.
Der heutige Zustand integriert den Zweckbau aus den 1960er-Jahren. Andere, teils verfallene Gebäudeteile wurden abgerissen. Es wurde ein Veranstaltungstrakt hinzugefügt, der sich stilistisch in das Gesamtensemble einfügt.